# Église Saint-Romain de Druyes-les-Belles-Fontaines
Pour les articles homonymes, voir Église Saint-Romain.
L'église Saint-Romain de Druyes-les-Belles-Fontaines est située à Druyes-les-Belles-Fontaines dans le département de l'Yonne, en France.

## Historique
L’église romane a été édifiée au XIIe siècle, succédant à une église primitive édifiée au VIe siècle par saint Romain de Subiaco († vers 560), abbé fondateur de Druyes, détruite par un incendie vers la fin du XIe siècle.
L'édifice est classé au titre des monuments historiques en 1888.